# María Wonenburger
María Josefa Wonenburger Planells (Montrove, Oleiros, 19 de julio de 1927 - La Coruña, 14 de junio de 2014)  fue una matemática española que desarrolló sus trabajos de investigadora en Estados Unidos y en Canadá. Fue la primera mujer española en recibir una beca Fulbright. Fue especialista en la teoría de grupos y en grupos de semejanzas en el álgebra de Clifford, pero sobre todo fue conocida por sus desarrollos en álgebras de Lie. Además fue la inspiradora de la teoría de álgebras de Kac-Moody. Fue socia de honor de la Real Sociedad Matemática Española y da nombre al premio a investigadoras que concede anualmente la Junta de Galicia.

## Trayectoria

### Formación
Wonenburger nació en Oleiros, descendiente por parte de padre de un tatarabuelo alsaciano y de una valenciana por línea materna. Realizó los primeros estudios en la ciudad gallega de La Coruña, en el Instituto Eusebio da Guarda.Sus hijos se llaman Ekaitz y Monas. Gustaba tanto del hockey sobre patines y el baloncesto, como de la música de Bach, además de estudiar inglés y alemán. A pesar de la voluntad de la familia para que estudiase ingeniería y mantener el negocio familiar de una fundición en La Coruña, obtuvo una licenciatura en matemáticas en la Universidad Central de Madrid, en 1950, donde tuvo como profesor al físico aragonés Julio Palacios. Allí también se doctoró con una tesis dirigida por Germán Ancochea y Tomás Rodríguez Bachiller.

### Etapa en América
En 1953 recibió una de las primeras Becas Fulbright, lo que le permitió estudiar en la Universidad de Yale, en Estados Unidos. Su tesis doctoral sobre teoría de grupos fue dirigida por el  algebrista Nathan Jacobson. La terminó en 1957 y su título fue On the group of similitudes and its projective group (Sobre el grupo de semejanzas y su grupo proyectivo). De vuelta en España, trabajó como investigadora en el Consejo Superior de Investigaciones Científicas (CSIC) durante tres años sin conseguir que su doctorado fuese reconocido oficialmente En 1960 se marchó de nuevo al extranjero, tras recibir una beca postdoctoral de la Universidad de Toronto, en Ontario (Canadá). Fue la única profesora en un claustro masculino. Allí dirigió la tesis doctoral de Robert Moody, quien después trabajó en lo que pasó a conocerse como la teoría de álgebras de Kac-Moody, que tuvo a Wonenburger como inspiradora.
En 1966 se trasladó a los Estados Unidos, a la  Universidad de Buffalo, y al año siguiente, en 1967, consiguió una plaza definitiva como profesora en la  Universidad de Indiana, donde permaneció hasta 1983.

### Regreso a España
Por enfermedad de su madre regresó a La Coruña en 1983 y permaneció apartada del mundo académico, salvo alguna colaboración esporádica con instituciones como AGAPEMA.
Permaneció en el olvido hasta que un grupo de estudiantes de matemáticas la reconoció como la inspiradora de la Teoría Kac-Moody. Entonces comenzó a recibir los reconocimientos que le hubieran correspondido tres décadas antes. En 2007 fue nombrada socia de honor de la Real Sociedad Matemática Española y en 2010 Doctora honoris causa por la Universidad de La Coruña. La Junta de Galicia creó en su honor el Premio María Josefa Wonenburger Planells que se concede desde 2007.

## Obra
La investigación de María Wonenburger se centró principalmente en la teoría de grupos y en la teoría de álgebras de Lie. Estudió el grupo ortogonal y su correspondiente grupo proyectivo. También los automorfismos de los grupos de semejanzas inspirándose en trabajos anteriores de Jean Dieudonné y aplicándolos a los espacios vectoriales de dimensión mayor o igual que seis.
También trabajó con grupos de semejanzas en el álgebra de Clifford, pero sobre todo fue conocida por sus desarrollos en álgebras de Lie. Posteriormente centró su investigación en la clasificación de los grupos finitos y las matrices de Cartan. Dirigió ocho tesis doctorales y entre sus discípulos figuran Robert Moody, Stephen Berman, Bette Warren, Edward George Gibson y Richard Lawrence Marcuson.

## Algunas publicaciones
- s. Berman, r. Moody, m.j. Wonenburger. 1972. Cartan matrices with null roots and finite Cartan matrices. Indiana University Math. Journal 21 (12 ): 1091–1099

- m.j. Wonenburger. 1964. A decomposition of orthogonal transformations. Canadian Math Bull. 17 (3 ): 379-383

- 1964. The automorphisms of Un+ (k, f) and PUn+ (k, f). Rev. Mat. Hisp.–Am. (4) 24: 52–65

- 1963. The automorphisms of the group of rotations and its projective group corresponding to quadratic forms of any index. Canad. J. Math. 15: 302–303

- 1963. Matrix ℵ-rings. Proceedings of the American Math Society, 142: 211–215

- 1962. The Clifford algebra and the group of similitudes. Canad. J. Math. 14: 45–59

- 1962. Study of certain similitudes. Canad. J. Math. 14: 60–68

- 1962. The automorphisms of the group of similitudes and some related groups. Amer. J. Math., 84: 600–614

- 1962. The automorphisms of PO8+ (Q) and PS8+ (Q). Amer. J. Math. 84: 635–641

- 1962. The automorphisms of PS4+ (Q). Rev. Mat. Hisp.–Am. (4) 22: 185–195

- 1961. Anillos de división. Gaceta Mat. Madrid 13: 3–8

- 1961. The spin representation of the unitary group. Mem. Mat. Inst. “Jorge Juan” 24

- 1960. El grupo simpléctico. Gaceta Mat. Madrid 12: 85–88

- 1960. Study of a semi-involutive similitude. Rev. Mat. Hisp.–Am. 420: 34–45

- 1960. Irreducible representations of the projective group of unitarian similitudes. Rev. Mat. Hisp.–Am. (4) 20: 147–176

- 1960. The spin represenation of the unitary group. Rev. Mat. Hisp.–Am. (4) 20: 79–128, 238–250

## Distinciones
- 2007: Socia de honor de la Real Sociedad Matemática Española.[11]
- 2010: Doctora honoris causa por la Universidad de La Coruña.[12][13]

## Otros reconocimientos
- 2007: La Unidad Mujer y Ciencia de la Junta de Galicia creó el Premio María Josefa Wonenburger Planells para reconocer aquellas mujeres gallegas con trayectorias notables en el ámbito de la ciencia y la tecnología.

- 2011: Monolito en el Paseo de las Ciencias del parque de Santa Margarita, La Coruña.[14]

- 2011: El Consejo de Cultura Gallega organizó unas jornadas en su honor.[15]

- 2012: Su ayuntamiento natal (Oleiros) dio el nombre de María Wonenburger a un parque de 10 000 metros cuadrados.[16]

## Premio  María Josefa Wonenburger Planells
La Junta de Galicia creó el Premio María Josefa Wonenburger Planells que se concede anualmente desde 2007 a una gallega con méritos destacados en investigación, ciencia y tecnología. Lo han recibido, entre otras investigadoras relevantes, Inmaculada Paz Andrade en 2007, María Teresa Miras Portugal en 2008, María Soledad Soengas González en 2009, Carmen Navarro Fernández-Balbuena en 2010, Ofelia Rey Castelao en 2011, María Tarsy Carballas Fernández en 2012, María José Alonso Fernández en 2013, Carmen García Mateo en 2014, Isabel Aguirre de Úrcula en 2015, o Peregrina Quintela Estévez en 2016.

## Semblanzas
María Wonenburger es una matemática y algebrista cuyos logros son reconocidos desde hace décadas por la comunidad científica internacional pero que no gozaba del mismo reconocimiento en su país (era habitual que los algebristas gallegos citasen su nombre sin saber su lugar de origen). En un Congreso Mundial de Matemática celebrado en Santiago, en la década de los 90, al que acudieron afamados algebristas de diferentes países ella no estuvo presente. Los asistentes, que no daban crédito a su ausencia, se preguntaban por qué una científica de su categoría y con la misma nacionalidad que los anfitriones no había acudido a aquel congreso. La respuesta era sencilla: nadie la había invitado... A partir de ese momento las miradas se volvieron hacia ella y empezaron, aunque tímidamente, los honores públicos.

S. Berman nos mencionó recientemente que R. Moody y él siempre se sintieron muy afortunados de haber realizado la tesis doctoral bajo la dirección de María Wonenburger. Recuerda Berman el tiempo compartido con María haciendo matemáticas, siempre intercalado con momentos muy divertidos, gracias al gran sentido del humor que ella posee y a su forma de ser tan sencilla y espontánea. ... En muchas ocasiones le hemos comentado nuestra admiración por su extraordinaria lucidez y por su personalidad. Una frase textual suya resume perfectamente lo que transmite esta excelente mujer: “tengo tendencia a ser feliz”.